# 福岡町 (高松市)
福岡町（ふくおかちょう）は、香川県高松市中心部の町丁。郵便番号は760-0066。全域が住居表示に関する法律に基づく住居表示実施地区で、一丁目〜四丁目が存在する。

## 地理
高松市役所より1.9km、高松市中心部の北東に位置し、北は瀬戸大橋通り、東は詰田川、南は御坊川、国道11号及び市道片原町沖松島線、西は県道157号高松東港線及び杣場川によって区切られている。八丁土手以北は西側が新浜塩田、東側が古浜塩田と呼ばれるかつての塩田の埋め立て地で、高松競輪場や香川県立体育館、ホテルやイオン高松東店といった大規模施設のほかは小規模な町工場が多数立地している。八丁土手以南の地域でも市道福岡林線以東はわずかな塩田の埋め立て地であり高松市下水道施設管理センターや高松市総合体育館、高松市斎場公園といった大規模施設が立地しているが、それ以西の地域は戸建てやアパートが主となった住宅街が広がっている。
2010年国勢調査による人口は3643人（男1806人/女1837人）、世帯数は1832世帯、面積は86万0716.20m2、人口密度は4232.5人/km2。公立小学校・中学校の校区は全域が高松第一小学校・中学校（小中一貫）に属している。
町内における都市計画法に基づく用途地域は、都市計画道路朝日町仏生山線以西のうち市道片原町沖松島線沿いの西部が容積率300%、建ぺい率80%の近隣商業地域、それ以外が容積率200%、建ぺい率60%の工業地域、都市計画道路朝日町仏生山線以東が容積率200%、建ぺい率60%の準工業地域である。
全体的に土地の標高が低く、特に八丁土手以南は標高1.0m以下の低地となっており部分的に海抜ゼロメートル地帯も存在する。そのため2004年（平成16年）8月30日から8月31日にかけて九州・中国地方を通過した台風16号はこの一帯に未曾有の高潮被害をもたらし、多くで床上浸水にまで至った上、最後まで水が引ずに浸水したままになるなど多大な物的損害を出したほか、特に被害の大きかった四丁目では逃げ遅れた高齢者が溺死するなどの人的被害も発生した。この高潮被害の詳細は高松市の歴史#台風16号 （2004年）を参照。

### 河川
- 詰田川
- 御坊川
- 杣場川

## 歴史
1921年（大正10年）1月1日、高松市へ合併した香川郡東浜村の大字福岡下の区域を以って新設された。この時の町域は現在よりも広く、現に当町の南側に位置する「松福町」は福岡町と松島町の合成地名であり、町域には両町のかつての町域を含んでいた。
もともと大字福岡下は福岡下村という香川郡の一村で、1890年（明治23年）2月15日に町村制施行に伴い、東浜村と合併し東浜村の大字の一つとなった。またそれより以前の江戸時代、福岡下村は福岡村の一部であり、1881年（明治14年）に当村と福岡上村に分かれた。
1964年（昭和39年）、町内の大部分で住居表示が実施され、実施地区には一丁目〜四丁目を設置の上、松島町の一部を編入し、逆に当町の一部を新設の松福町一丁目〜二丁目へ編入した。その後1970年（昭和45年）、住居表示未実施地区である福岡町の残余を朝日町一丁目〜五丁目へ編入した。

## 主要施設
掲載順は住居表示による街区符号・住居番号順
| - 高松市杣場川公園 - 高松競輪場 - 香川県立武道館 - 高松市東部ポンプ場 | - RNC総合住宅展示場 セトラ高松 - ホテル パールガーデン - マクドナルド高松北店 - 香川県産業会館 - 香川県自治会館 - ホテルマリンパレスさぬき - 四国労働金庫ATM（旧高松東支店） - ファミリーマート高松福岡町店 - 立正佼成会高松教会 - スカイハイツ玉藻（旧労住協第34ビル） - 香川県立体育館 - 中商事本社 - 高松市社会福祉協議会 本所 - 日本自転車競技会中四国支部 - 高松福岡町郵便局 | - ベルモニー会館福岡 - 念法眞教高松念法寺 - きんでん四国支社 - ヤマト運輸高松福岡宅急便センター - 新日本清掃 - イオン高松東店 - 高松市立福岡三丁目公園 - 香川県食精米センター - 沖松島中公園 - 常勝寺 - 高松市沖松島北公園 - 高松市立福岡保育所 - 高松市福岡公園 - 四国電気保安協会電気相談センター - 高松市福岡町プール - 高松市下水道施設管理センター - 高松市歯科救急医療センター | - 百十四銀行松福クイックスクエア - 塩釜神社 - 多聞寺 - 国土交通省四国地方整備局香川河川国道事務所 - 高松市沖松島南公園 - 沖松島新公園 - 沖松島西公園 - 高松市斎場公園 - 高松市総合体育館 |